# (42924) Betlem
(42924) Betlem (1999 TJ2) – planetoida z grupy pasa głównego asteroid okrążająca Słońce w ciągu 3,62 lat w średniej odległości 2,36 j.a. Odkryta 2 października 1999 roku.